# K-szorosan élösszefüggő gráf
A matematika, azon belül a gráfelmélet területén G összefüggő gráfot akkor nevezünk k-szorosan élösszefüggő vagy k-élösszefüggő gráfnak, ha kevesebb mint k él eltávolítása után minden esetben összefüggő marad.
Egy gráf élösszefüggősége (jelölése: κ’(G) vagy λ(G)) az a legnagyobb k szám, amire igaz, hogy a gráf k-szorosan élösszefüggő.
Adott gráfban a csúcsösszefüggőség, az élösszefüggőség és a minimális fokszám között fennáll, hogy κ(G) ≤ κ’(G) ≤ δ(G).
Az élösszefüggőséget és a k-szorosan élösszefüggő gráfok leszámlálásának problémáját Camille Jordan már 1869-ben tanulmányozta.

## Formális definíció

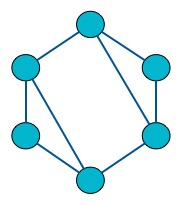
Egy 2-szeresen élösszefüggő gráf

Legyen {\displaystyle G=(V,E)} tetszőleges gráf.
Ha a {\displaystyle G'=(V,E\setminus X)} részgráf minden {\displaystyle X\subseteq E}-re összefüggő, ahol {\displaystyle |X|<k}, akkor G k-szorosan élösszefüggő.
{\displaystyle G} élösszefüggősége az a maximális k érték, amire a G k-szorosan élösszefüggő. A legkisebb X élhalmaz, aminek törlése után G szétesik, egy G-beli minimális vágás.
A Menger-tétel élösszefüggésre vonatkozó változata egy alternatív, az előzőkkel ekvivalens karakterizációra ad lehetőséget, a gráf éldiszjunkt útjait felhasználva. Ha a G gráf bármely csúcspárja k db olyan út végpontját alkotja, melyek közül semelyik kettőnek nincsen közös éle, akkor G k-szorosan élösszefüggő. Az egyik irányban ez könnyen belátható: ha létezik az utak említett rendszere, akkor minden, k-nál kevesebb élből álló X halmaz legalább egy úttal éldiszjunkt, ezért a csúcspár között X törlése után is vezetni fog út. A másik irányban, utak olyan rendszerének létezése minden csúcspárhoz, melyek néhány él törlésével nem szakíthatók szét, belátható a hálózati folyamok elméletének maximális folyam-minimális vágás tétele segítségével.

## Kapcsolódó fogalmak
A minimális fokszám triviális felső korlátot ad az élösszefüggésre. Tehát, ha egy {\displaystyle G=(V,E)} gráf k-élösszefüggő, akkor k ≤ δ(G), ahol δ(G) a v ∈ V csúcsok minimális fokszáma. Nyilvánvaló, hogy egy v csúcsból kiinduló összes él törlése után v kiszakadna a gráfból.
Az élösszefüggőség a girthparaméter (bőség, a gráf legrövidebb körének hossza) fogalmának duálisa, abban az értelemben, hogy egy síkgráf bősége megegyezik a duális gráfjának élösszefüggőségével és viszont. Ezeket a fogalmakat a matroidelmélet egyesíti a matroid girthparaméterében, ami a matroid legkisebb függő halmaz mérete. Grafikus matroid bősége megegyezik az eredeti gráf bőségével, míg kografikus matroidnál az élösszefüggőséggel egyezik meg.
A 2-élösszefüggő gráfok karakterizálhatók még az elválasztó élek hiányával, a fülfelbontás létezésével vagy a Robbins-tétel alapján, mely szerint ezek pontosan azok a gráfok, melyek rendelkeznek erős orientációval (olyan irányítással, melyek erősen összefüggő gráfot hoznak létre).

## Számítási aspektusok
Létezik polinom idejű algoritmus annak meghatározására, hogy melyik az a legnagyobb k, amire a G k-élösszefüggő (κ’(G)). Egy naiv algoritmus minden (u,v) csúcspárra meghatározna az u és v közötti maximális folyamot, ha G éleinek kapacitása mindkét irányban 1. Egy gráf pontosan akkor k-élösszefüggő, ha az u és v közötti folyam bármely (u,v) csúcspárra legalább k, tehát k a minimális u-v-folyam az összes (u,v) között.
Ha a gráf csúcsainak száma n, ennek az egyszerű algoritmusnak {\displaystyle O(n^{2})}-szer kellene megoldania a maximális folyam problémát, ami viszont {\displaystyle O(n^{3})} idejű. Tehát a fent leírt algoritmusnak a teljes bonyolultsága {\displaystyle O(n^{5})}.
Egy továbbfejlesztési irány az lehet, hogy a maximális folyam problémát az olyan (u,v) párokra oldjuk csak meg, ahol u-t fixen választjuk, és csak v iterál végig a többi csúcson. Ez az algoritmikus bonyolultságot {\displaystyle O(n^{4})}-re csökkenti, és jól működik, hiszen ha létezik egy k-nál kisebb kapacitású vágás, mindenképpen elválasztja az u-t valamely másik csúcstól. Gabow algoritmusa továbbfejleszti ezt az elgondolást, és legrosszabb esetben {\displaystyle O(n^{3})} idő alatt végez.
A Karger-algoritmus Karger–Stein-variánsa az élösszefüggés meghatározására gyorsabb véletlen algoritmus, várható futásideje {\displaystyle O(n^{2}\log ^{3}n)}.
Kapcsolódó probléma: keressük meg G minimális, k-élösszefüggő feszítő részgráfját (azaz: válasszuk ki a lehető legkevesebb lehetséges élt G-ben úgy, hogy azok k-élösszefüggőek legyenek) NP-nehéz {\displaystyle k\geq 2}-re.

## Fordítás
- Ez a szócikk részben vagy egészben a K-edge-connected graph című angol Wikipédia-szócikk ezen változatának fordításán alapul.  Az eredeti cikk szerkesztőit annak laptörténete sorolja fel. Ez a jelzés csupán a megfogalmazás eredetét és a szerzői jogokat jelzi, nem szolgál a cikkben szereplő információk forrásmegjelöléseként.